# Oberea caseyi
Oberea caseyi là một loài bọ cánh cứng trong họ Cerambycidae.